# Donald Trumps andra presidentskap
Donald Trumps andra mandatperiod som USA:s president började den 20 januari 2025, då han svors in som landets 47:e president. Trump, som tidigare tjänstgjorde som den 45:e presidenten mellan 2017 och 2021, tillträdde efter sin seger över den  dåvarande demokratiska vicepresidenten Kamala Harris i presidentvalet 2024. Han är den andra presidenten i USA:s historia som tjänstgör under icke-konsekutiva mandatperioder efter Grover Cleveland 1893. Han är även den äldsta personen att tillträda som president, den första som tillträder efter att ha blivit riksrättsåtalad samt den första dömda brottslingen att inneha ämbetet. Eftersom han har vunnit två val kan Trump inte kandidera för en tredje mandatperiod, enligt USA:s konstitution.

## Bakgrund
Trump tjänstgjorde under sin första mandatperiod som USA:s 45:e president efter att ha vunnit presidentvalet 2016 mot den demokratiska kandidaten Hillary Clinton. Han svors in som president den 20 januari 2017.
Under sin tid i ämbetet minskade Trump finansiering till stora välfärdsprogram, införde tullar, drog sig ur förhandlingarna om Trans-Pacific Partnership och undertecknade USMCA, ett avtal som ersatte NAFTA. Han ökade även den nationella statsskulden genom ökade utgifter och skattesänkningar för de rika samt förde en ensidig utrikespolitik baserad på offensiv realism och protektionism.
Trump var inblandad i många kontroverser kopplade till sina policyer, sitt beteende och sina vilseledande uttalanden, inklusive en utredning av hans kampanjs påstådda samarbete med den ryska regeringen under valet 2016. Representanthuset ställde honom inför riksrätt i december 2019 för "maktmissbruk" och "förakt mot kongressen" efter att han begärt att Ukraina skulle utreda Joe Biden. Han friades av senaten i februari 2020. Hans mandatperiod präglades också av hans familjeseparationspolitik vid gränsen mellan USA och Mexiko, begränsningar för immigration från vissa länder (majoriteten med muslimsk befolkning), och en begäran om federal finansiering av en gränsmur som ledde till den längsta stängningen av den federala regeringen i USA:s historia. Han drog sig också ur Iranavtalet, Parisavtalet, försökte upphäva Affordable Care Act (Obamacare) och lättade på tillämpningen av många miljöregler.
Hans försök till omval 2020 misslyckades, vilket skedde mitt under en rad internationella kriser, inklusive Covid-19-pandemin och den ekonomiska nedgången, samt protester och upplopp efter mordet på George Floyd. Efter valet gjorde Trump upprepade gånger falska påståenden om utbrett valfusk och hävdade att endast han legitimt hade vunnit valet.

## Första tiden efter presidentskapet och presidentvalet 2024

Resultatet av elektorsrösterna i presidentvalet 2024.

Donald Trump gick officiellt ut med sin kandidatur för nomineringen till republikanska partiet i presidentvalet 2024 den 15 november 2022. Detta skedde på hans Mar-a-Lago-residens under ett tal. I mars 2024 säkrade Trump nomineringen genom att vinna majoriteten av delegaterna och blev därmed republikanska partiets kandidat efter primärvalen, som han vann mot Nikki Haley. Trump valde senator J.D. Vance från Ohio, tidigare kritiker av honom, som sin vicepresidentkandidat, och de två nominerades officiellt som republikanska partiets valsedel vid Republikanska konventet 2024.
Dåvarande president Joe Biden inledde sin kampanj för omval och blev Demokraternas förmodade kandidat i mars 2024 efter att överlägset ha vunnit primärvalen med lite motstånd. Dock drog Biden officiellt tillbaka sin kandidatur i juli 2024, efter utbredda kritik för en dålig debattsinsats mot Trump och ökande oro för hans ålder och hälsa. Biden gav sitt stöd till Kamala Harris, hans vicepresident och tidigare kampanjpartner, som hans efterträdare. Harris gick ut med sin kandidatur den 21 juli.
Tidigt på morgonen den 6 november 2024, dagen efter valet, gick Fox News ut med att Trump vunnit Wisconsin (en vändning från det föregående presidentvalet), vilket gav honom tillräckligt med elektorsröster för att säkra presidentskapet. Trump vann presidentvalet med 312 elektorsröster jämfört med Harris' 226. Elektorsrösterna certifierades den 6 januari 2025. När Trump tillträde blev han att bli den andre presidenten i USA:s historia att tjänstgöra icke-konsekutiva mandatperioder efter Grover Cleveland år 1893, den äldsta personen att tillträda presidentskapet och den första dömda brottslingen att tjänstgöra som president efter sin dom i maj 2024. Vance, som blev den tredje yngsta vicepresidenten i USA:s historia, är den första vicepresidenten som har tjänstgjort i Marinkåren. I de samtidiga kongressvalen behöll republikanerna en knapp majoritet i representanthuset och tog kontroll över senaten.

## Övergångsperioden och installationen

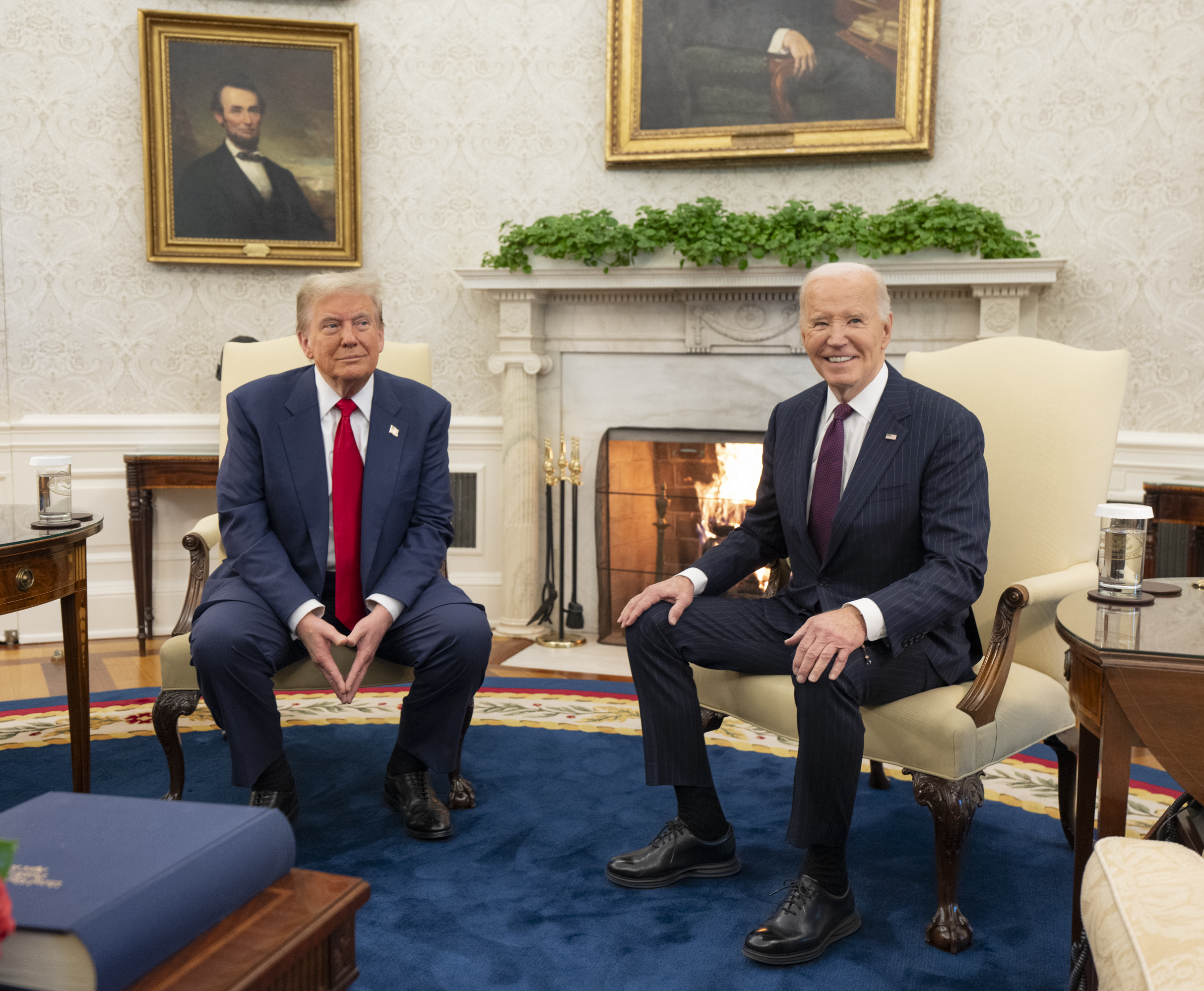
Avgående president Joe Biden och den tillträdande presidenten Donald Trump i Ovala rummet den 13 november 2024.

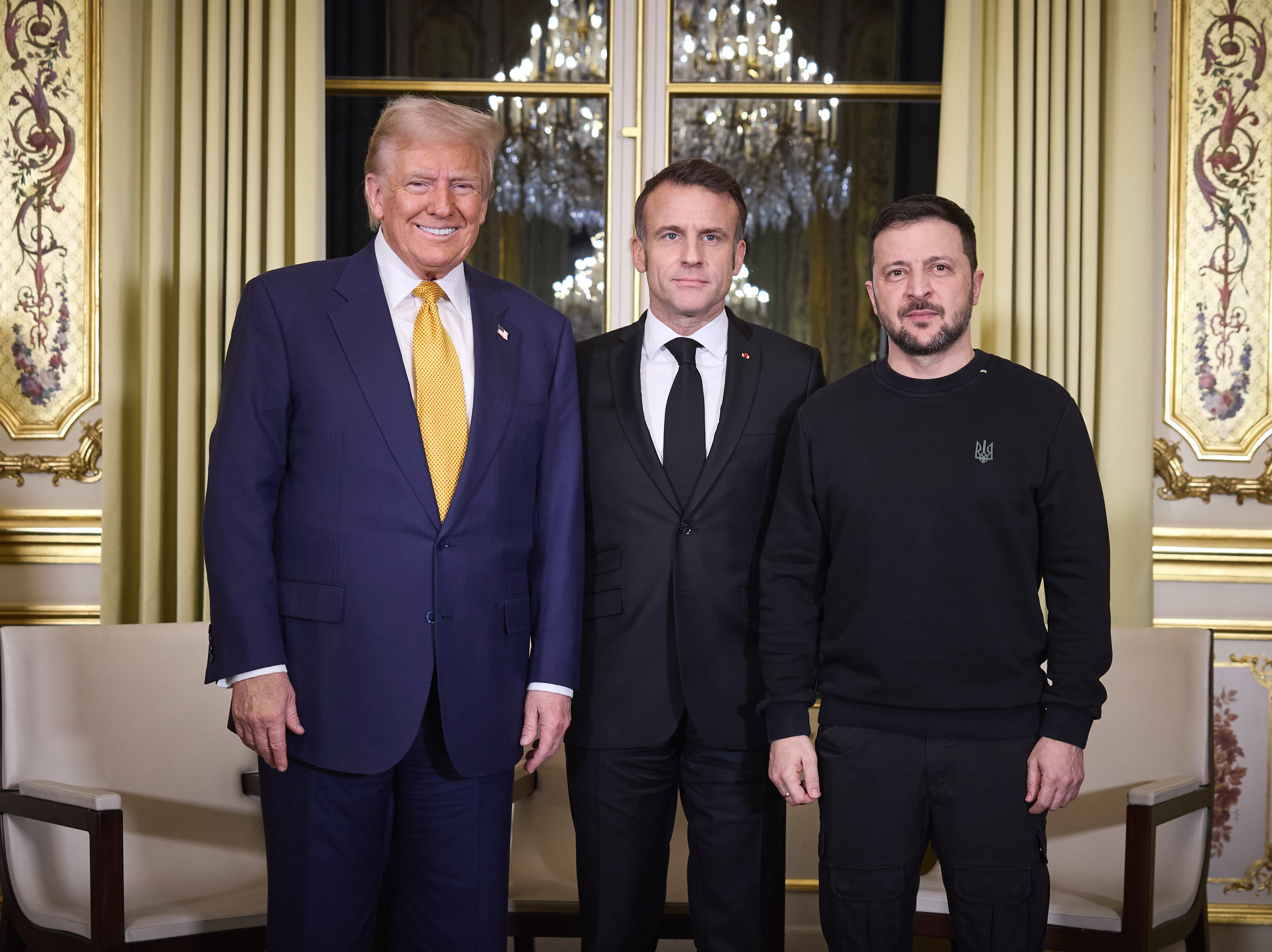
Den tillträdande presidenten Trump möter den franske presidenten Emmanuel Macron och den ukrainske presidenten Volodymyr Zelenskyj under återöppnandet av Notre-Dame den 7 december 2024.

### Övergångsperioden
Presidentövergångsperioden började kort efter Trumps seger i presidentvalet, även om Trump redan i augusti 2024 hade valt Linda McMahon och Howard Lutnick för att börja planera för övergången. Enligt The New York Times föredrar han att undvika att diskutera presidentövergångsprocessen tills efter valdagen. Hans team bestod av flera lojala profiler som syntes under hans kampanj. Bland annat satt Tulsi Gabbard och Robert F Kennedy Jr. i styrelsen, som båda förväntas att sitta i Trumps regering.

### Installationen
Installationen av Donald Trump och J.D. Vance ägde rum den 20 januari 2025. Enligt tradition, skulle det ske på den västra sidan av Kapitolium i Washington, D.C., med utsikt över National Mall och med hundratusentals åskådare. På grund av dåligt väder och kalla vindar beslutades det dock att ceremonin skulle flyttas till Kapitoliums rotunda inomhus, vilket gjorde installationen till den första sedan Ronald Reagans andra installation 1985 att hållas inomhus.
Bland de närvarande på ceremonin fanns medlemmar av Trump-familjen samt tidigare presidenter och deras fruar, utöver Joe och Jill Biden, däribland Barack Obama, Bill och Hillary Clinton, George W. och Laura Bush. Även Donald Trumps tidigare vicepresident Mike Pence deltog. Flera techmiljardärer, såsom Elon Musk, Mark Zuckerberg och Tim Cook, var också närvarande vid installationen.
President Donald Trump svors in av chefsdomaren John Roberts, medan J.D. Vance svors in som vicepresident av domaren Brett Kavanaugh.
Ceremonin hade många tuffa säkerhetsåtgärder och över 7,800 medlemmar av nationalgardet och 25,000 poliser var på plats för att övervaka ceremonin.
I sitt installationstal tog Trump upp återupprättandet av "America First"-principer och en förnyad satsning på ekonomisk tillväxt, stärkande av USA:s gränser och reformer inom rättsväsendet.

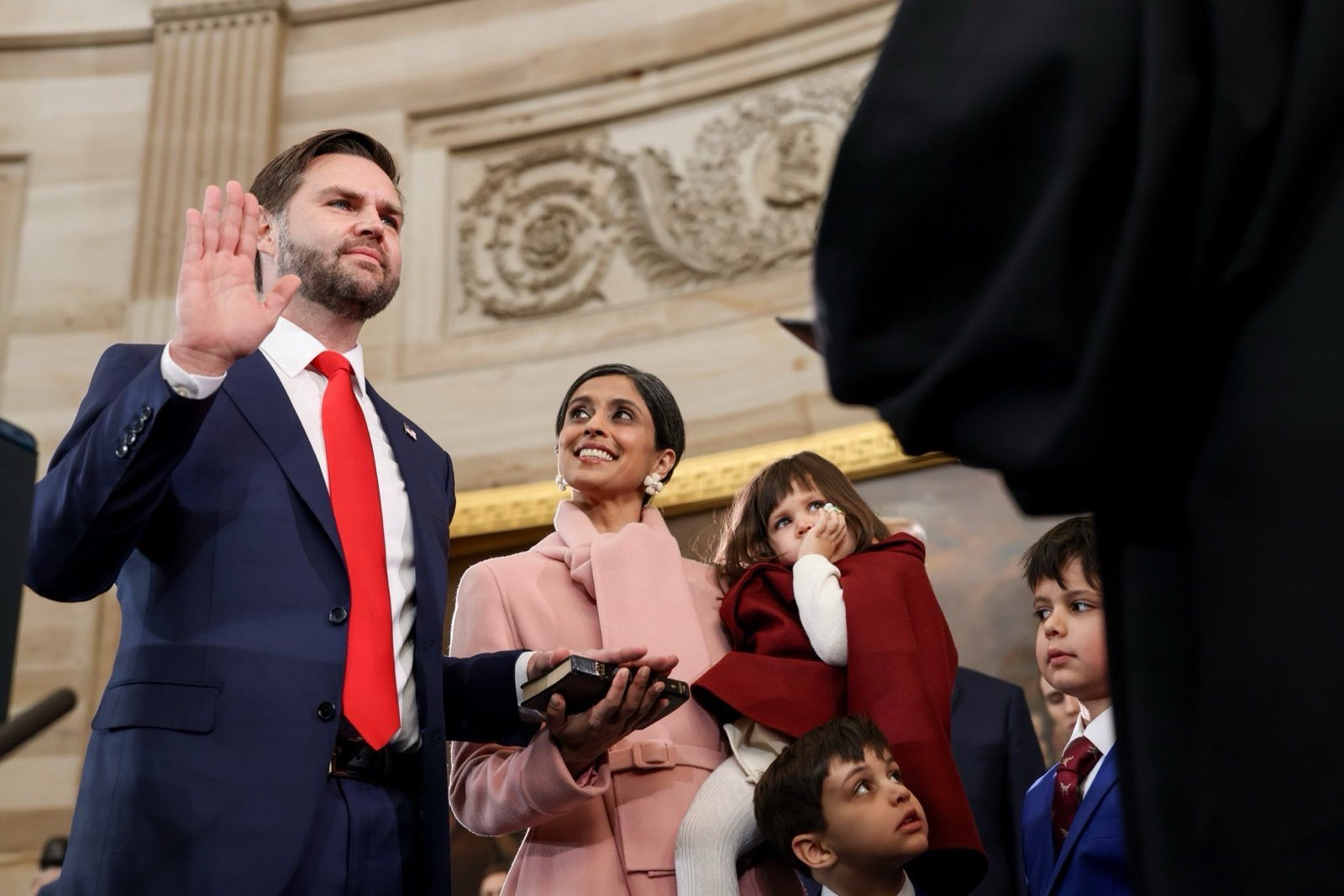
J.D. Vance svärs in som vicepresident. Bakom honom står hans fru, Usha Vance och deras tre barn.
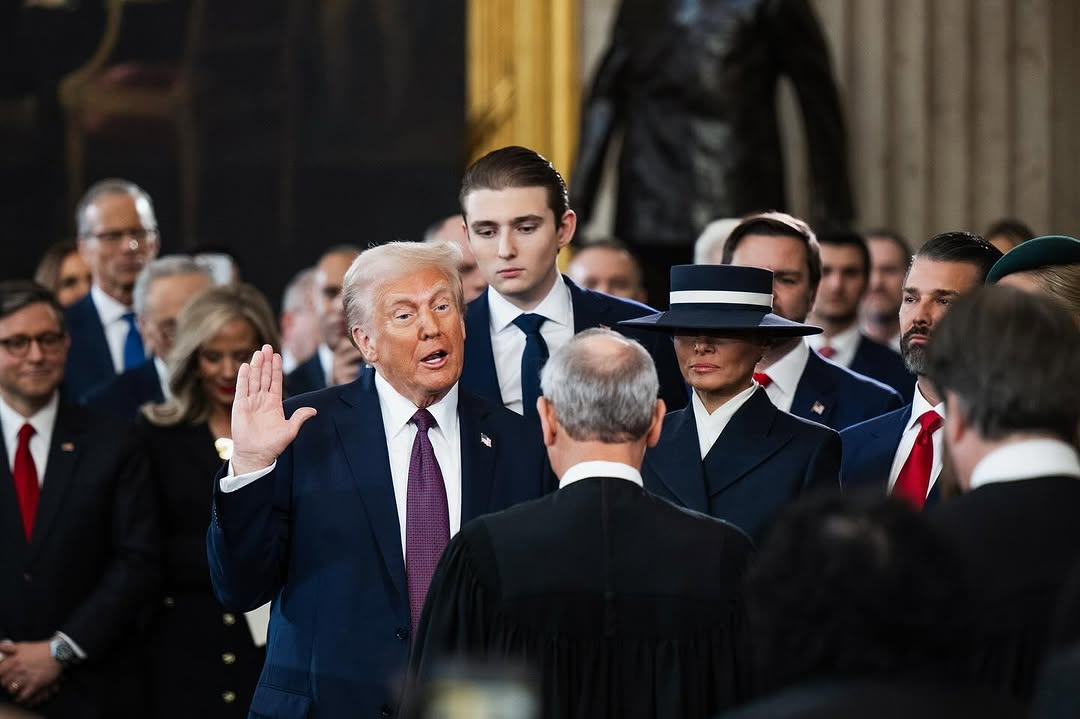
Donald Trump svärs in som president av chefsdomare John Roberts. Bakom presidenten står hans barn och fru, Melania Trump.

### Installationsparaden
På grund av säkerhets- och väderrelaterade skäl valde man att hålla den traditionella installationsparaden inomhus i Capital One Arena. Detta var första gången en installationsparad inte hölls längs Pennsylvania Avenue.
Paraden samlade tusentals Trump-supportrar i arenan, inklusive familjerna till de amerikanska gisslan som finns i Gaza. Under sitt tal i samband med paraden lovade Trump att prioritera deras frigivning och uttryckte sitt stöd för de drabbade familjerna. Närvarande var även flera politiska ledare och medlemmar av administrationen, tillsammans med militärmusikkårer och olika hedersvakter.
Efter paraden signerade Trump flera presidentordrar på plats i arenan. Bland de första besluten fanns en order som rörde stärkta åtgärder för nationell säkerhet och en annan som ser till att federala anställda måste jobba på en fysisk arbetsplats.

## Val av ministrar och kabinettet
Eftersom Republikanerna efter valet kontrollerar senaten förväntas alla Trumps utnämningar bli godkända utan större motstånd. Vissa nominerade har dock mötts av kritik från enstaka republikanska senatorer, som Tulsi Gabbard, Trumps val av nationell underrättelsechef.
Elon Musk leder "Department of Government Efficiency" (effektiviseringsdepartementet) under hans andra mandatperiod. Trots namnet är det inte ett verkställande departement, eftersom officiella departement kräver kongressens godkännande. Organisationen, som har till syfte att ge rekommendationer om nedskärningar i statsapparaten, lyder under Vita husets presidentkansli.
Den tidigare polisen, gränsvakten och politiska kommentatorn Tom Homan har haft den inofficiella titeln "White House Border Czar" (Vita husets gränstsar) sedan starten av Trumps andra mandatperiod. Homan kommer att ha ansvar för gränsen mellan Mexiko och USA samt Trumps planer för massutvisningar av illegala migranter. Detta var en titel som cirkulerade runt Trumps kretsar under hans valkampanj och den föregående vicepresidenten Kamala Harris fick titeln av främst media under hennes tid vid makten. Titeln är det inofficiella namnet på presidentens rådgivare inom områden som migration, gränsövervakning, räder och utvisningar.
Trumps kabinettval har av medier beskrivits som värderade av personlig lojalitet istället för relevant erfarenhet, samt för att ha en rad motstridiga ideologier. Administrationen har också beskrivits som den rikaste i modern historia, med över 13 miljardärer som valts ut för att inneha statliga poster.
Följande har namngivits som kabinettutnämningar av presidenten.
| Donald Trumps andra administration                                                                                     | Donald Trumps andra administration                                  | Donald Trumps andra administration | Donald Trumps andra administration                                                 |
| Post Datum tillkännagivet/bekräftat                                                                                    | Innehavare                                                          | Post Datum tillkännagivet/bekräftat | Innehavare                                                                         |
| --- | ------------------------------------------------------------------- | --- | ---------------------------------------------------------------------------------- |
| Vicepresident Tillkännagivet 15 juli 2024 Tillträde 20 januari 2025                                                    | Tidigare senator J.D. Vance från Ohio                               | Utrikesminister Vikarierande USAID-chef Tillkännagivet 13 november 2024 Tillträde 20 januari 2025 Tillträde (USAID) 3 februari 2025        | Tidigare senator Marco Rubio från Florida                                          |
| Finansminister Tillkännagivet 22 november 2024 Tillträde 28 januari 2025                                               | VD, Key Square Group Scott Bessent från South Carolina              | Försvarsminister Tillkännagivet 12 november 2024 Tillträde 25 januari 2025                                                                 | Reservofficer och TV-värd Pete Hegseth från Tennessee                              |
| Justitieminister Tillkännagivet 21 november 2024 Tillträde 5 februari 2025                                             | Tidigare delstatsjurist i Florida Pam Bondi från Florida            | Inrikesminister Tillkännagivet 14 november 2024 Tillträde 31 januari 2025                                                                  | Tidigare guvernör Doug Burgum från North Dakota                                    |
| Jordbruksminister Tillkännagivet 23 november 2024 Tillträde 13 februari 2025                                           | President, America First Policy Institute Brooke Rollins från Texas | Handelsminister Tillkännagivet 19 november 2024 Tillträde 19 februari 2025                                                                 | VD, Cantor Fitzgerald Howard Lutnick från New York                                 |
| Arbetsmarknadsminister Tillkännagivet 22 november 2024 Tillträde 11 mars 2025                                          | Tidigare kongressledamot Lori Chavez-DeRemer från Oregon            | Hälsominister Tillkännagivet 14 november 2024 Tillträde 13 februari 2025                                                                   | Jurist och aktivist Robert F. Kennedy Jr. från Kalifornien                         |
| Bostadsminister Tillkännagivet 22 november 2024 Tillträde 5 februari 2025                                              | Tidigare delstatsrepresentant Scott Turner från Texas               | Transportminister Tillkännagivet 18 november 2024 Tillträde 28 januari 2025                                                                | Tidigare kongressledamot Sean Duffy från Wisconsin                                 |
| Energiminister Tillkännagivet 16 november 2024 Tillträde 3 februari 2025                                               | VD, Liberty Energy Chris Wright från Colorado                       | Utbildningsminister Tillkännagivet 19 november 2024 Tillträde 3 mars 2025                                                                  | Tidigare administratör för småföretagsförvaltningen Linda McMahon från Connecticut |
| Veteranminister Tillkännagivet 14 november 2024 Tillträde 5 februari 2025                                              | Tidigare kongressledamot Doug Collins från Georgia                  | Inrikessäkerhetsminister Tillkännagivet 12 november 2024 Tillträde 25 januari 2025                                                         | Tidigare guvernör Kristi Noem från South Dakota                                    |
| Tjänstemän på kabinett-nivå                                                                                            |                                                                     | |                                                                                    |
| Post Datum tillkännagivet/bekräftat                                                                                    | Innehavare                                                          | Post Datum tillkännagivet/bekräftat | Innehavare                                                                         |
| Vita husets stabschef Tillkännagivet 7 november 2024 Tillträde 20 januari 2025                                         | Politisk konsult Susie Wiles från Florida                           | Administratör för miljöskyddsmyndigheten Tillkännagivet 11 november 2024 Tillträde 29 januari 2025                                         | Tidigare kongressledamot Lee Zeldin från New York                                  |
| Chef för förvaltnings- och budgetbyrån Tillkännagivet 22 november 2024 Tillträde 7 februari 2025                       | Tidigare OMB-chef Russell Vought från Virginia                      | Nationell underrättelsechef Tillkännagivet 13 november 2024 Tillträde 12 februari 2025                                                     | Tidigare kongressledamot Tulsi Gabbard från Amerikanska Samoa                      |
| Chef för CIA Tillkännagivet 12 november 2024 Tillträde 23 januari 2025                                                 | Tidigare underrättelsechef John Ratcliffe från Texas                | Handelsrepresentant Tillkännagivet 26 november 2024 Tillträde 27 februari 2025                                                             | Tidigare stabschef Jamieson Greer från Washington, D.C.                            |
| FN-ambassadör Tillträde som vikarierande 20 januari 2025                                                               | Tidigare ambassadör till Libanon Dorothy Shea från North Carolina   | Administratör för småföretagsförvaltningen Tillkännagivet 4 december 2024 Tillträde 20 februari 2025                                       | Tidigare senator Kelly Loeffler från Georgia                                       |
| Övriga tjänstemän och rådgivare                                                                                        |                                                                     | |                                                                                    |
| Post Datum tillkännagivet/bekräftat                                                                                    | Innehavare                                                          | Post Datum tillkännagivet/bekräftat | Innehavare                                                                         |
| Vita husets pressekreterare Tillkännagivet 15 november 2024 Tillträde 20 januari 2025                                  | Tidigare talesperson Karoline Leavitt från New Hampshire            | Chef för FBI Tillkännagivet 30 november 2024 Tillträde 21 februari 2025                                                                    | Tidigare federal åklagare Kash Patel från New York                                 |
| Chef för verkställighets- och utvisningsoperationer inom ICE Tillkännagivet 11 november 2024 Tillträde 20 januari 2025 | Tidigare vikarierande ICE-chef Tom Homan från New York              | De facto chef för effektiviseringsdepartementet Seniorrådgivare till presidenten Tillkännagivet 12 november 2024 Tillträde 20 januari 2025 | Ägare av Tesla, SpaceX och Twitter Elon Musk från Pretoria, Sydafrika              |

## Ståndpunkter och policyer

### Abort
Trump har sagt vid flera tillfällen att beslut om abort borde överlåtas till delstaterna. I en intervju med Time förtydligade han att han skulle tillåta delstaterna att övervaka graviditeter och åtala kvinnor som genomgår abort. Han har också sagt att han inte skulle underteckna ett federalt abortförbud och bekräftade sin ståndpunkt under presidentdebatten mot Kamala Harris. Presidenten är även positiv till IVF.

### Migration
Trump har gjort en förnyad satsning på att stärka gränsen mot Mexiko genom att återuppta byggandet av gränsmuren, ett projekt han kallat en "nationell prioritet". Under hans första 50 dagar i ämbetet godkände hans administration ytterligare finansiering för muren, med uppskattade kostnader som kan nå upp till 25 miljarder dollar för att slutföra projektet. Förespråkare av muren hävdar att den är avgörande för att stoppa illegal invandring och smuggling, medan kritiker pekar på dess höga kostnader.
En central del av Trumps politik är massutvisningar av illegala invandrare. Han har uttryckt en ambition att utvisa mellan 15 och 20 miljoner personer genom omfattande operationer, inklusive massräder. För att genomföra detta har Trump beordrat inrikessäkerhetsdepartementet att avsevärt utöka resurserna för Immigrations- och tullmyndigheten (ICE). Under de första 50 dagarna av hans mandatperiod arresterade ICE 32 809 personer, och totalt deporterades 37 660 migranter under samma period.
En av de mest omdiskuterade åtgärderna är Trumps beslut att använda Guantanamo Bay för att hålla migranter. I januari 2025 undertecknade han en exekutiv order som tillåter internering av upp till 30 000 migranter på militärbasen på Kuba. Beslutet motiverades med behovet att hantera det stora antalet migranter som grips vid gränsen och inom USA. Kritiker, inklusive människorättsorganisationer som ACLU, har kallat detta ett brott mot mänskliga rättigheter och hävdat att Guantanamo Bay inte är lämpligt för civila migranter på grund av dess historia som fångläger och de inhumana förhållandena.
Trots sin hårda linje mot illegal invandring har Trump visat en positiv inställning till kompetensbaserad arbetskraftsinvandring. Han har betonat vikten av att attrahera "de bästa arbetarna inom alla yrken, inte bara ingenjörer" genom program som H-1B-visumet. Denna hållning har välkomnats av företag som är beroende av utländsk arbetskraft.

### Klimat och miljö
Trump utträde Parisavtalet strax efter att han svurits in och han avser att utöka borrande och gruvdrift samt nedstängningar av kontor som arbetar för att minska föroreningar. Dessutom vill han avsluta pausningen av nya exportterminaler för naturgas som infördes under president Joe Biden och förhindra delstater från att sätta egna föroreningsstandarder.
Vid en privat middag på Mar-a-Lago i april 2024 lovade Trump företrädare för fossila bränsleföretag att han skulle rulla tillbaka miljöregleringarna om de donerade till hans kampanj.

### Utbildning

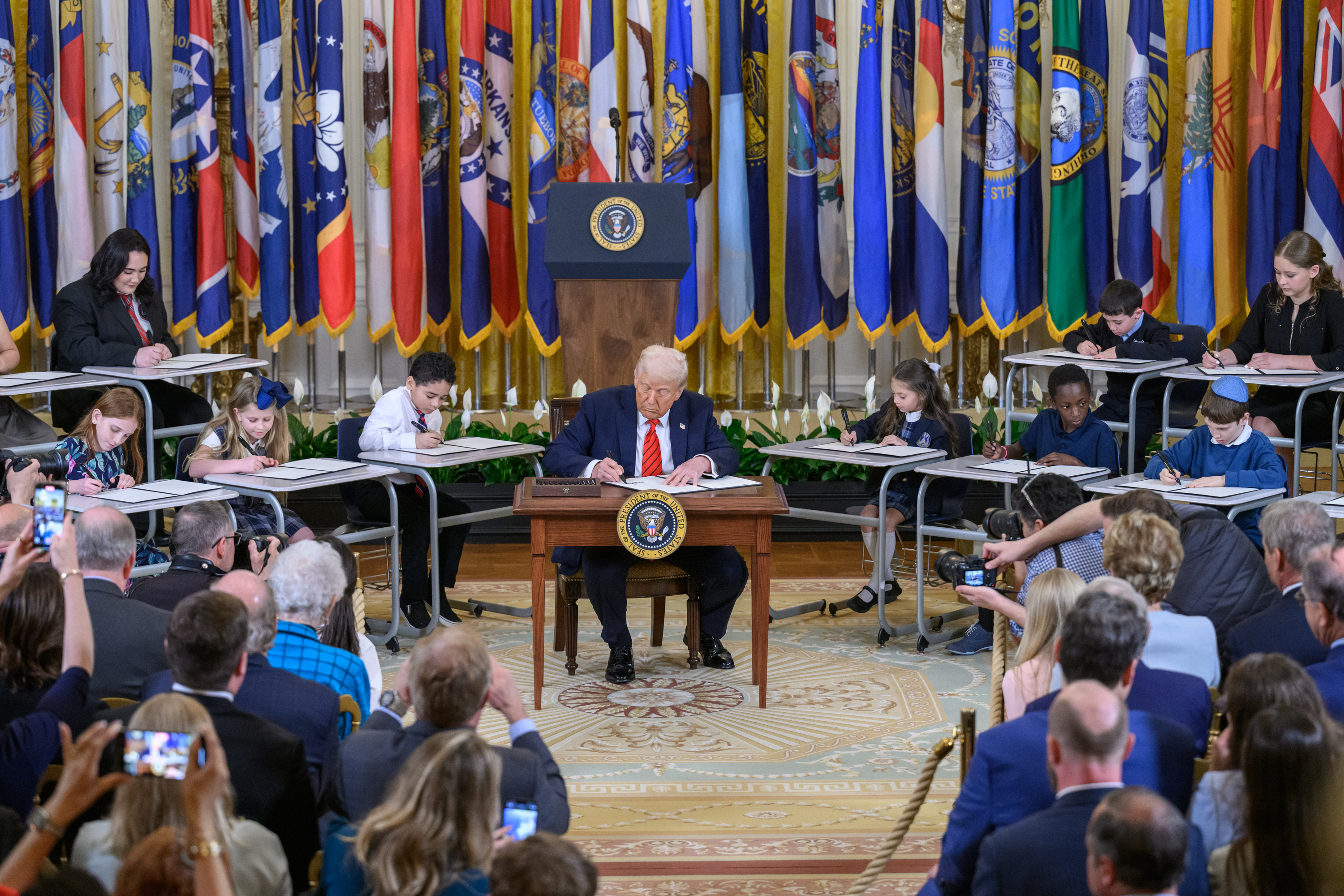
President Trump signerar en exekutiv order för att inleda processen att lägga ner utbildningsdepartementet.

Under sin första mandatperiod skar Trump ner finansieringen till Utbildningsdepartementet och fortsatte att kritisera det. Under sin kampanj 2024 förespråkade Trump aktivt att avskaffa departementet och föreslog att delstatsregeringarna skulle få full kontroll över utbildningen. Under sin andra mandatperiod fortsätter han att driva denna linje. Den 20 mars 2025 undertecknade han en exekutiv order som beordrade utbildningsministern att inleda processen att lägga ner departementet och överföra dess ansvarsområden till delstaterna.
Trump utsåg Linda McMahon, tidigare VD för World Wrestling Entertainment (WWE), till utbildningsminister med det specifika uppdraget att leda nedläggningen av departementet. McMahon, som saknar tidigare erfarenhet av utbildningspolitik, har fått i uppgift att genomföra Trumps vision om att ge delstaterna full kontroll över utbildningsväsendet.
Trumps utbildningspolitik fokuserar på att minska den federala regeringens roll i utbildningen och överföra makt och ansvar till delstaterna. Han har uttryckt beundran för de nordiska ländernas skolsystem och hävdat att välskötta delstater kan uppnå liknande resultat utan federal inblandning. Genom att avveckla utbildningsdepartementet vill han eliminera vad han ser som onödig byråkrati och ge delstaterna frihet att utforma sina egna utbildningssystem.

### Ekonomi

#### Handelstullar
Trump har infört och hotat med höga tullar på importerade varor från flera länder, med särskilt fokus på Kina. Redan den 4 mars 2025 undertecknade han en presidentorder som införde nya tullar på kinesiska varor, vilket han motiverade med behovet av att skydda amerikanska jobb och motverka narkotikasmuggling. Senare, den 25 november 2024, lovade han att införa 25% tullar på varor från Kanada och Mexiko, samt ytterligare 10% på Kina, som en del av en strategi för att pressa dessa länder att stärka gränskontroller mot illegal invandring och droghandel. Den 30 november 2024 hotade han även med 100% tullar på Brics-länder om de skulle försöka ersätta dollarn som global reservvaluta.
Tullarna trädde i kraft mot Kanada och Mexiko den 4 mars 2025, men mötte omedelbart motstånd. Kanada hotade med vedergällande tullar på amerikanska varor värda 125 miljarder kanadensiska dollar, inklusive bilar och jordbruksprodukter, medan Mexiko mobiliserade trupper till gränsen som en säkerhetsåtgärd. Trump har hävdat att dessa tullar kommer att generera betydande intäkter, med uppskattningar på upp till 100 miljarder dollar årligen från bilimport enbart.
Den 2 april 2025, som Trump kallade "Liberation Day", införde han en omfattande tullpolitik som innebar 10% tullar på alla importerade varor från alla länder, med undantag från vissa länder, därbland Ryssland. Dessa tullar trädde i kraft den 5 april 2025. Dessutom införde han "reciproka tullar" på specifika länder baserat på deras handelsunderskott med USA, som var planerade att träda i kraft den 9 april 2025. För Kina innebar detta en extra tull på 34%, vilket tillsammans med befintliga tullar på 20% skulle resultera i en total tull på 54%. Trump motiverade dessa åtgärder med att de skulle skydda amerikanska jobb och motverka vad han såg som orättvisa handelsmetoder, särskilt från Kina.

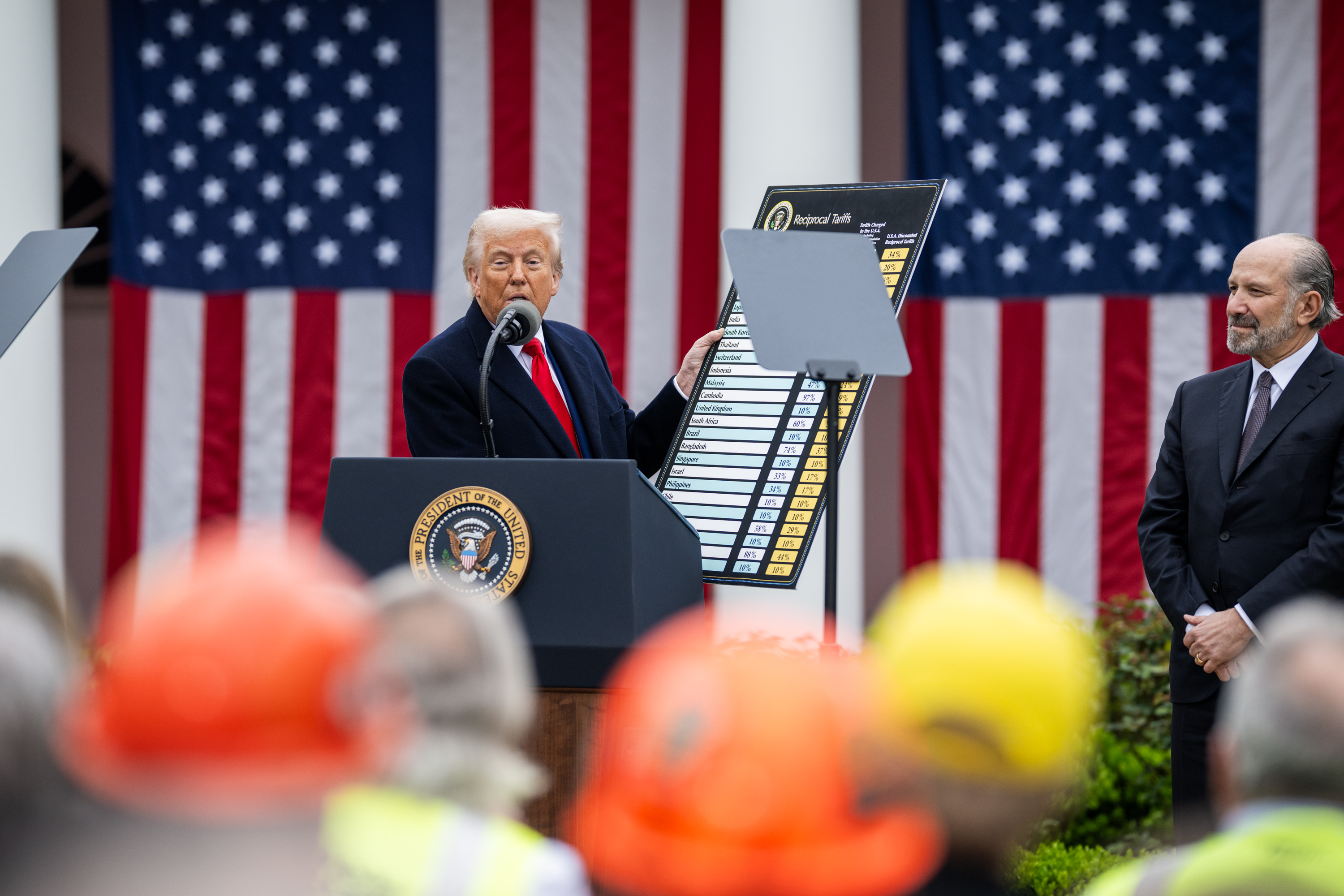
President Trump och hans handelsminister Howard Lutnick på "Liberation Day".

Tullarna ledde till omedelbara reaktioner på de globala finansmarknaderna. Aktiemarknader världen över föll kraftigt, med Dow Jones Industrial Average som sjönk med nästan 4%, S&P 500 med nästan 5% och Nasdaq med nästan 6%. Den amerikanska dollarn försvagades mot andra valutor och statsobligationsräntorna steg.
Den 9 april 2025, strax innan de reciproka tullarna skulle träda i kraft, införde Trump en 90-dagars paus på dessa tullar för de flesta länder, vilket innebar att de endast skulle betala den 10% grundläggande tullen. Eftersom pausen på de reciproka tullarna inte gällde Kina svarade de med 34% tullar på USA. Det eskalerande handelskriget med fortsatte och efter att de båda länderna höjt sina tullar på varandra ett flertal gånger höjde USA till slut sina tullar till totalt 145% och Kina till totalt 125%.

#### Gold Cards
En av Trumps planer är införandet av "Gold Cards", ett initiativ som lanserades den 25 februari 2025. För 5 miljoner dollar per kort erbjuds förmögna utländska investerare och topp-studenter en väg till amerikanskt medborgarskap, med syftet att locka kapital och skapa jobb. Programmet ersätter det tidigare EB-5-visumet och har beskrivits som en del av en strategi för att sänka statsskulden, eftersom försäljning av 10 miljoner kort skulle kunna generera 50 biljoner dollar.

#### Matpriser
Trump har lovat att sänka matpriser genom att öka amerikansk jordbruksproduktion och minska beroendet av importerad mat, särskilt från Mexiko, som står för en stor del av USA:s grönsaker och frukt. Han har föreslagit subventioner till amerikanska bönder och tullar på jordbruksimport för att skydda inhemsk produktion. I ett tal den 10 mars 2025 sade Trump: "Vi ska göra maten billigare än någonsin genom att bygga upp våra egna jordbruk igen."

### Federala staten

#### Effektiviseringsdepartementet
Miljardären och Tesla-ägaren Elon Musk tillträde som administratör för "Department of Government Efficiency" (effektiviseringsdepartementet), en kommission som ser över den federala statens utgifter och försöker få ner den enorma statsskuld som USA står inför. Republikanen Vivek Ramaswamy var tänkt att vara ordförande för kommissionen tillsammans med Musk, men han meddelade timmar efter Donald Trumps installation att han inte kommer att vara inblandad.
President Trump skrev under en presidentorder som skapade kommissionen efter att ha anlänt till Vita huset som ny president.
Bara några timmar efter att Trump skapat effektiviseringsdepartementet stämdes det för att bryta mot federala öppenhetsregler. Enligt stämningsansökan anklagas kommissionen för att inte följa en lag från 1972 som kräver att rådgivande kommittéer till den verkställande makten håller sina möten öppna för allmänheten.

#### USAID
Biståndsmyndigheten USAID som ansvarar för humanitära projekt runt om i världen stängdes ner av Trump-administrationen och effektiviseringsdepartementet bara några veckor efter att de tillträdde. Trump menar att många av myndighetens projekt inte är särskilt humanitära och att resurserna ofta används ineffektivt. Administrativt kaos uppstod när administrationen införde ett 90-dagars stopp för verksamheten, vilket ledde till rättsliga åtgärder. Samtidigt rapporterades att anställda inom effektiviseringsdepartementet fått obehörig tillgång till hemligstämplad information. Elon Musk kallade USAID för en "kriminell organisation" och hävdade att det var dags att lägga ner myndigheten.
Den 3 februari meddelade Musk att USAID skulle stängas ner. Personal förlorade tillgång till myndighetens system och uppmanades att hålla sig borta från huvudkontoret. Utrikesminister Marco Rubio försäkrade att akuta insatser som mat och medicin inte skulle påverkas. Trump meddelade den 6 februari 2025 att myndighetens antal anställda skulle sjunka från cirka 10.000 till lite över 200 personer.

### Hälso- och sjukvård
Den 14 november, vid ett tal på Mar-a-Lago, Florida, meddelade Trump att han kommer nominera Robert F. Kennedy Jr. till posten som hälsominister. Utnämningen möttes av kritik på grund av Kennedys upprepade spridning av vaccinmotstånd och konspirationsteorier. I december avslöjade Trump att han diskuterade att avskaffa vaccinationsprogram för barn i USA med Kennedy och främjade den vetenskapligt motbevisade uppfattningen om ett samband mellan vacciner och autism.
Den 20 januari 2025, under sina första minuter i det Ovala rummet som ny president, undertecknade Trump en presidentorder om att dra USA ur Världshälsoorganisationen (WHO). Trump menar att WHO inte hanterade coronapandemin på ett bra sätt och att de har orimligt höga avgifter.

### Energipolitik
Trump-administrationen har meddelat att de planerar att "prioritera amerikansk energiproduktion framför klimatåtgärder". Oljeborrning på federal mark och kolproduktion kommer att utökas, och de kommer att avskaffa flera miljöregler som införts under tidigare administrationer.

### Yttrandefrihet
Strax efter att Trump anlände till Vita huset för första gången som ny president undertecknade han en presidentorder som tvingade teknik- och medieföretag att säkerställa större transparens med sina algoritmer och förbjöd plattformar från att censurera inlägg baserat på politiska åsikter. 
Den 10 februari 2025 lyfte Trump förbudet mot TikTok tillfälligt, som tidigare införts under hans första mandatperiod och senare av Joe Biden. Hans order löd att förbudet skulle lyftas i 75 dagar för att ge hans administration mer tid att komma med en lösning till säkerhetsrisken som appens Kina-ägda företag utgör. Plattformen ska övervakas noggrant av amerikanska myndigheter för att skydda både användarnas säkerhet och yttrandefriheten. Trump meddelade också att han vill att USA ska äga minst 50% av appen.
Meta-ägaren Mark Zuckerberg meddelade några dagar innan Trumps installation att de skulle avskaffa sina faktagranskningsprogram och istället implementera ett system inspirerat av X:s "community notes," där användare kan bidra med kontext till inlägg. Beslutet motiverades som ett steg mot större yttrandefrihet och decentralisering av innehållsmoderering. Många menar att detta var en direkt reaktion på Donald Trumps valseger.

### Militär

#### USA:s hantering av Afghanistan-lämnadet
Under sin första mandatperiod undertecknade Trump-administrationen ett fredsavtal med Talibanerna för att avsluta det två decennier långa Afghanistan-kriget. USA började ta hem trupper från Afghanistan i februari 2020 under Trump och fortsatte under Bidens administration, som övervakade de sista faserna av tillbakadragandet och det efterföljande fallet av Kabul i augusti 2021, vilket ledde till återupprättandet av Afghanistans Islamiska Emirat. Under sin valkampanj kritiserade Trump kraftigt Bidens hantering av tillbakadragandet och kallade det för "den mest pinsamma dagen i vårt lands historia" och uttalade att det skulle få konsekvenser för de ansvariga. Han har också uttryckt sitt stöd för de familjer som förlorade 13 amerikanska soldater i ett självmordsattentat vid Kabuls internationella flygplats under de sista dagarna av tillbakadragandet. Dessa familjer har i sin tur stött Trumps omval.
I november 2024 rapporterades det att Trumps övergångsteam sammanställde en lista över militära tjänstemän som varit inblandade i tillbakadragandet från Afghanistan och undersökte om de kunde bli ställda inför krigsrätt. De övervägde också att skapa en kommission för att utreda tillbakadragandet, inklusive om vissa tjänstemän kunde anklagas för förräderi.

#### NATO
Trump har upprepade gånger sagt att han som president inte kan lova att försvara Nato-medlemsstater som inte spenderar minst 2% av sin BNP på försvar. Dessutom har vicepresidenten J.D. Vance uttryckt att han anser att Nato är en "välfärdsklient" och att alliansen borde bli "en verklig allians".
Trump har också sagt att han kan förvänta sig att Nato-medlemsstater lägger minst 5% av sin BNP på försvar för att bli mindre beroende av USA vid ett eventuellt anfall från Ryssland.

## Utrikespolitik
Trump har indikerat att hans administration kommer att prioritera "America First"-principen och minska engagemanget i internationella organisationer såsom NATO och FN. Trump nämnde också planer på att förhandla om nya handelsavtal med fokus på att minska USA:s handelsunderskott.

### Ryssland och Ukraina

#### Löften
Under sin valkampanj lovade Trump att avsluta konflikten "inom 24 timmar" genom direkta förhandlingar, ett löfte han upprepade efter att ha svurits in. Den 12 februari 2025 höll han ett telefonsamtal med Rysslands president Vladimir Putin, där de enligt Trump enades om att omedelbart inleda fredssamtal. Detta var en tydlig avvikelse från Joe Bidens strategi, som fokuserade på militärt och ekonomiskt stöd till Ukraina för att motstå Ryssland.

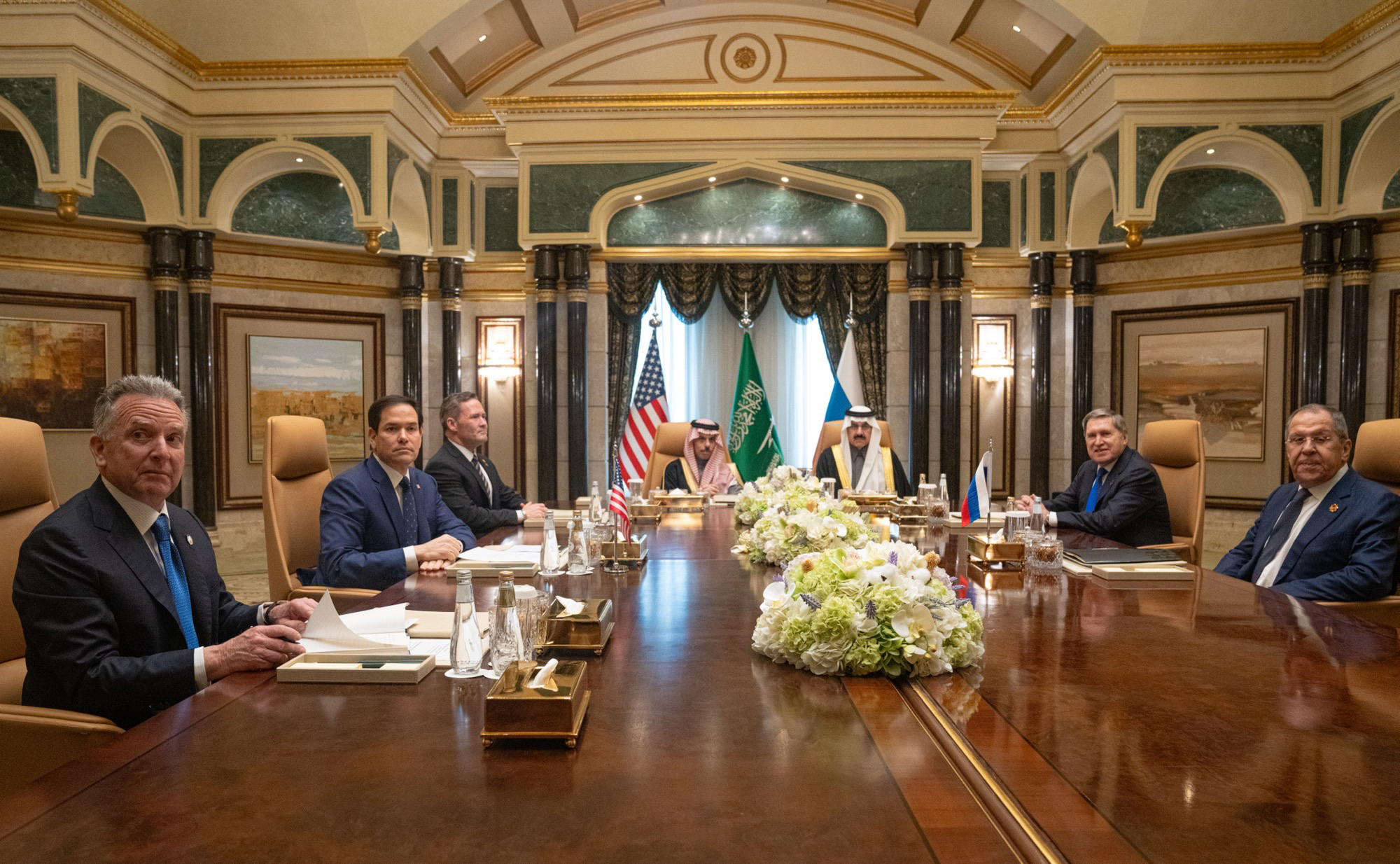
Möte mellan USA och Ryssland i Saudiarabien.

#### Fredsförhandlingar mellan USA och Ryssland
Den 13 februari 2025 försäkrade Trump att Ukraina skulle få en plats vid förhandlingsbordet, men spänningarna eskalerade när Zelenskiy offentligt kritiserade Trump för att sprida rysk desinformation och förhandla över Ukrainas huvuden, efter att USA:s utrikesminister Marco Rubio och Rysslands utrikesminister Sergej Lavrov träffats i Saudiarabien. Som svar kallade Trump Zelenskiy för en "diktator" i ett inlägg på X, där han skrev: "En diktator utan val, Zelenskiy borde skynda sig annars har han snart inget land kvar." Uttalandet möttes av skarp kritik från europeiska ledare som Tysklands förbundskansler Olaf Scholz, som kallade det "felaktigt och farligt".

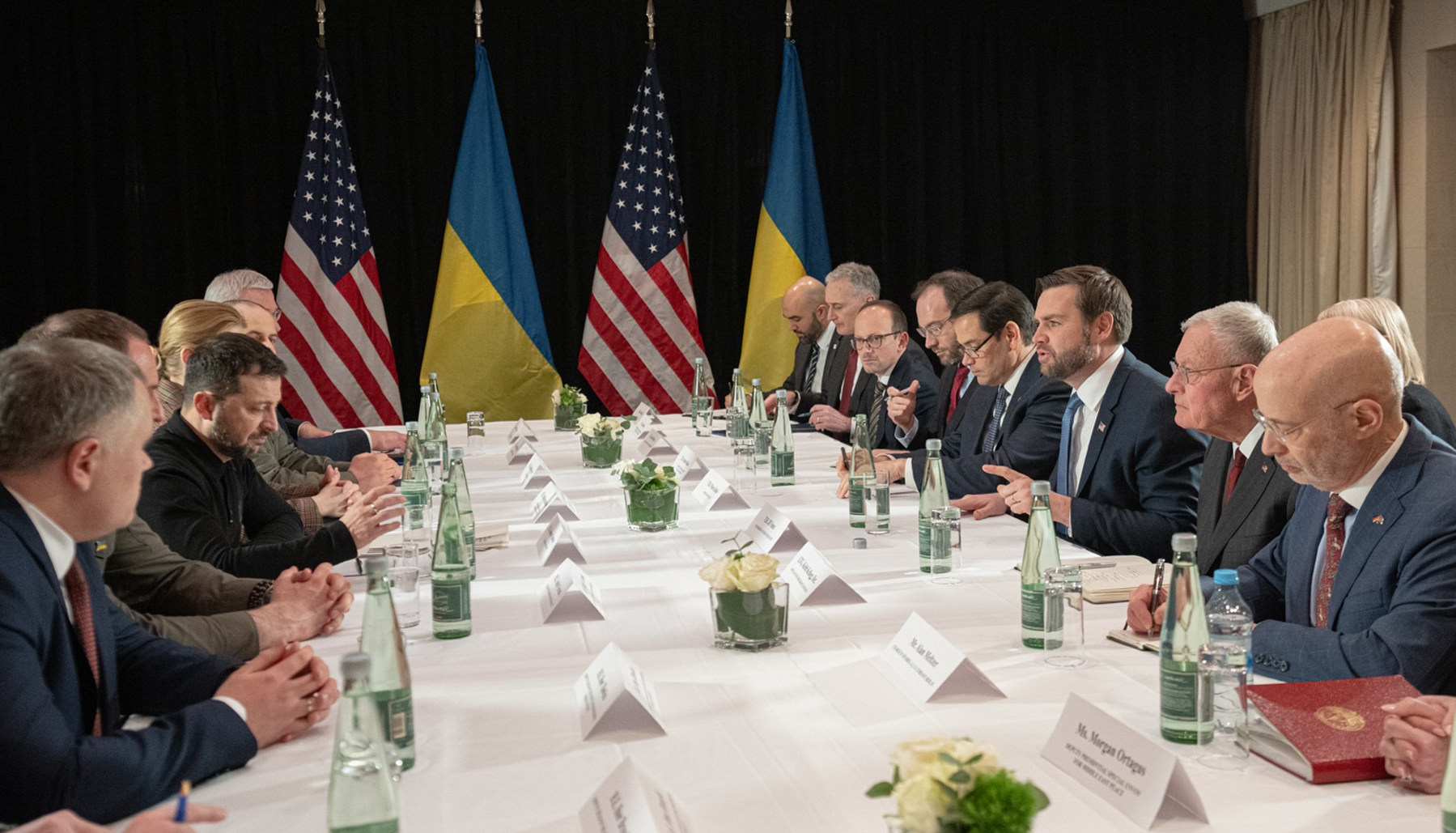
Möte mellan Ukraina och USA i München, med bland annat Zelenskyj och Vance.

Trump har antytt att en lösning på kriget kan innebära att Ukraina måste ge upp mark som Krim och Donbas till Ryssland. Detta har mött starkt motstånd från Ukraina, där Zelenskiy i oktober 2024 presenterade en egen "segerplan" som inkluderade NATO-medlemskap, något Trump avfärdat som osannolikt. Europeiska ledare, inklusive Frankrikes president Emmanuel Macron, har varnat för att ett avtal som gynnar Ryssland skulle underminera den internationella ordningen.

#### Mötet med Zelenskyj i Ovala rummet
Den 28 februari 2025 ägde ett möte rum i Vita husets Ovala Trump Zelenskyj. Mötet syftade till att underteckna ett avtal om sällsynta mineraler, men det utvecklades snabbt till en katastrofal konfrontation mellan de två presidenterna. Under diskussionerna hamnade Trump och Zelenskyj i en häftig ordväxling, där Trump anklagade Zelenskyj för att vara respektlös och otacksam för USA:s stöd, medan vicepresident J.D. Vance ifrågasatte om Zelenskyj någonsin tackat för det amerikanska stödet. Mötet avbröts abrupt utan att avtalet undertecknades, och Zelenskyj lämnade Vita huset och reste till Storbritannien för att delta på ett toppmöte med europeiska ledare.
Efter mötet skrev Trump på Truth Social och kallade Zelenskyj för respektlös, med orden: "Han kan komma tillbaka när han är redo för fred." Zelenskyj svarade med en intervju med Fox News och tackade USA för dess stöd, samtidigt som han underströk Ukrainas strävan efter en "rättvis och hållbar fred". Händelsen utlöste omfattande reaktioner internationellt. Europeiska ledare, inklusive Sveriges statsminister Ulf Kristersson, uttryckte sitt stöd för Ukraina, och stora protester ägde rum i USA och Europa.

#### London-toppmötet

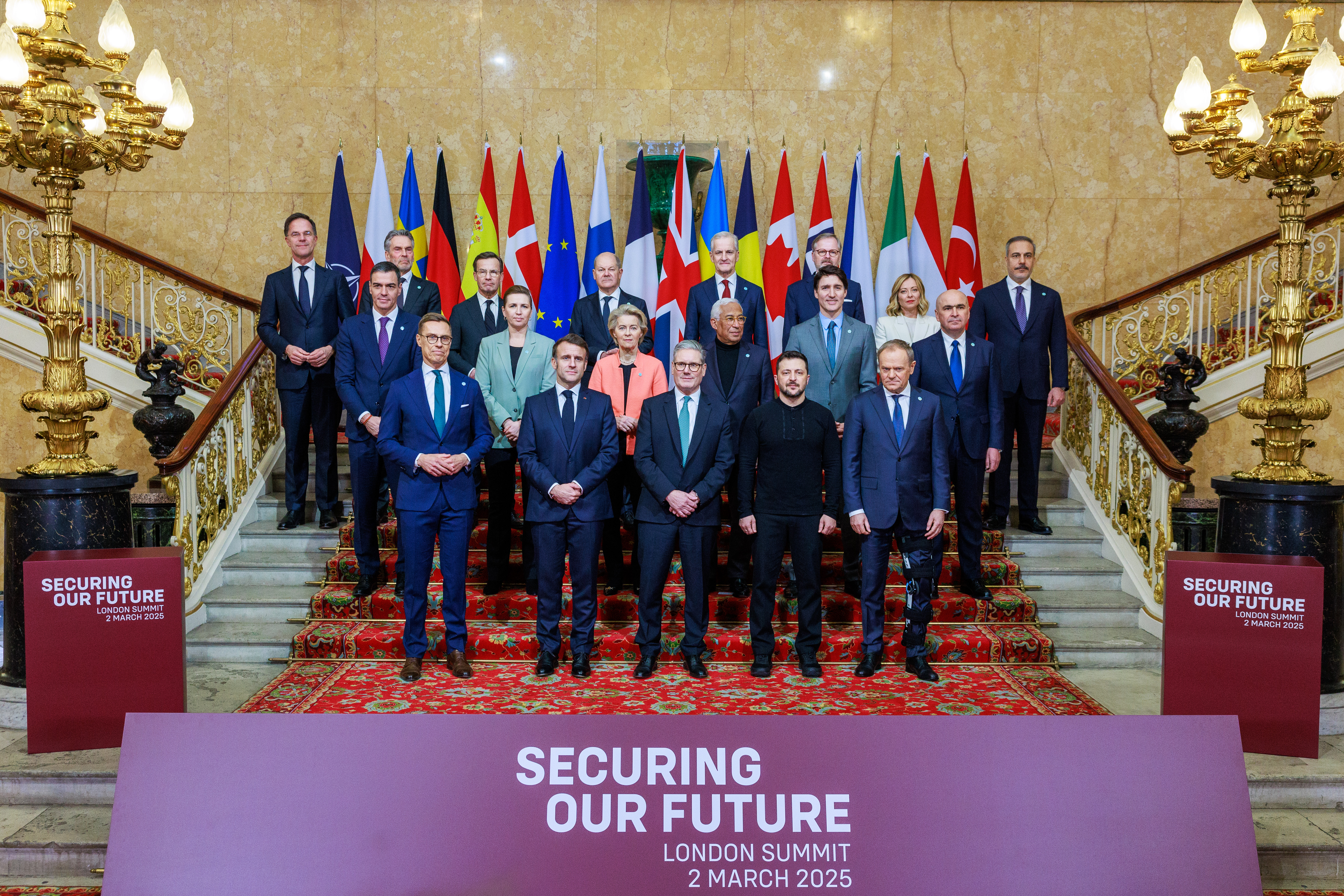
Foto av europeiska- och NATO-ledare från toppmötet i London, därbland statsminister Kristersson.

Efter mötet med Trump i Vita huset reste Zelenskyj till London för ett toppmöte. Mötet, som organiserades och leddes av Storbritanniens premiärminister Keir Starmer, samlade ett 20-tal europeiska ledare för att diskutera det diplomatiska läget och hur stödet till Ukraina kunde stärkas utan USA:s hjälp. Bland de närvarande fanns ledare från Sverige, Finland, Danmark, Norge och Tyskland.
Mötet inleddes dagen innan, med ett enskilt samtal mellan Starmer och Zelenskyj på 10 Downing Street, där de diskuterade säkerhetssamarbeten och Europas roll i att stödja Ukraina med bakgrund av USA:s förändrade hållning under Trumps administration. Under själva toppmötet uttryckte Zelenskyj också en vilja att underteckna avtalet om sällsynta mineraler – det som inte blev av i Vita huset – om förhandlingarna kunde ske på konstruktiva villkor.
Starmer föreslog bland annat att Storbritannien kunde bidra med fredsbevarande trupper till Ukraina. Mötet avslutades med att ledarna enades om fyra åtgärder för att stödja fred i Ukraina.

### Israel och Palestina

#### Fredsförhandlingar
Under sin första mandatperiod ansågs Trump vara en av USA:s mest pro-israeliska presidenter. Under sin presidentkampanj 2024 uppmanade Trump Israels premiärminister Benjamin Netanyahu att avsluta kriget i Gaza inom två månader och öppnade för attacker mot Irans kärnvapenanläggningar. Trump varnade Hamas att de skulle få "helvetet över sig" om kriget inte avslutades innan han tillträdde som president i januari och om gisslan inte var släppt till dess.
Trump upprepade sina direkta hot till Hamas på en presskoferans tillsammans med hans förhandlare och Mellanösternansvariga Steve Witkoff och varnade för "kaos" om inte kriget avslutades och gisslan var frisläppt innan han tillträdde. Några dagar efter detta undertecknade Hamas och Israel en vapenvila och de tre första gisslan släpptes kort därefter. Både Trump och dåvarande president Joe Biden tog på sig äran för detta framsteg.

#### Trumps plan om Gazaremsan
President Trump presenterade i början av februari 2025 på en presskonferens med premiärminister Netanyahu en kontroversiell plan där USA skulle "ta över" Gazaremsan, flytta på dess invånare och omvandla området till en ekonomisk zon kallad "Mellanösterns riviera". Planen innebar att palestinierna skulle flyttas till länder som Egypten och Jordanien, medan USA skulle ansvara för att riva förstörda byggnader och utveckla området för internationella invånare.
Arabiska länder reagerade snabbt och kraftfullt mot förslaget. Egypten och Jordanien, som gränsar till Gaza och Israel, avvisade tanken på att ta emot palestinska flyktingar.
Trump fortsatte att driva sin idé trots motståndet och hotade att hålla inne bistånd till Egypten och Jordanien om de inte samarbetade. Han antydde också att palestinier inte skulle ha rätt att återvända till Gaza under hans plan, vilket väckte ytterligare ilska.

### Grönland

#### Donald Trumps planer för Grönland
Under sin andra mandatperiod har Donald Trump återupplivat sitt intresse för att USA ska ta kontroll över Grönland, en självstyrande del av Danmark. Strax före sin andra mandatperiod, skrev Trump på Truth Social att: "För vår nationella säkerhet och frihet för hela världen anser USA att ägandet och kontrollen över Grönland är en absolut nödvändighet." Detta förslag bygger på ett tidigare erbjudande från hans första mandatperiod 2019, då han också uttryckte intresse för att köpa Grönland, vilket då avvisades av Danmarks regering. Under andra mandatperioden har Trump intensifierat sin retorik och antytt att han är villig att använda både diplomatiska och militära medel för att uppnå detta mål.
Trump har framhållit Grönland som en strategisk tillgång för USA, med fokus på dess geografiska läge i Arktis och dess rika mineralresurser, inklusive sällsynta jordartsmetaller. I en intervju med NBC den 29 mars 2025 sa han: "Grönland är avgörande för vår säkerhet, och jag kommer inte att utesluta några alternativ för att säkra det – inklusive militära om det behövs, men jag hoppas det inte går så långt." Trump har också antytt att Grönland skulle kunna bli en del av USA genom en folkomröstning där invånarna väljer att lämna Danmark, och han har framställt USA som en bättre beskyddare och ekonomisk partner än Danmark.

#### Resor till Grönland
I januari 2025, kort efter Trumps andra tillträde, besökte hans son Donald Trump Jr. Grönland tillsammans med den konservativa aktivisten Charlie Kirk. Resan beskrevs officiellt som privat, men många såg den som ett politiskt utspel för att stärka stödet för USA:s anspråk på ön. Trump Jr. publicerade bilder från resan på sociala medier och skrev: "Grönland är fantastiskt – dags att ta det hem till USA!"

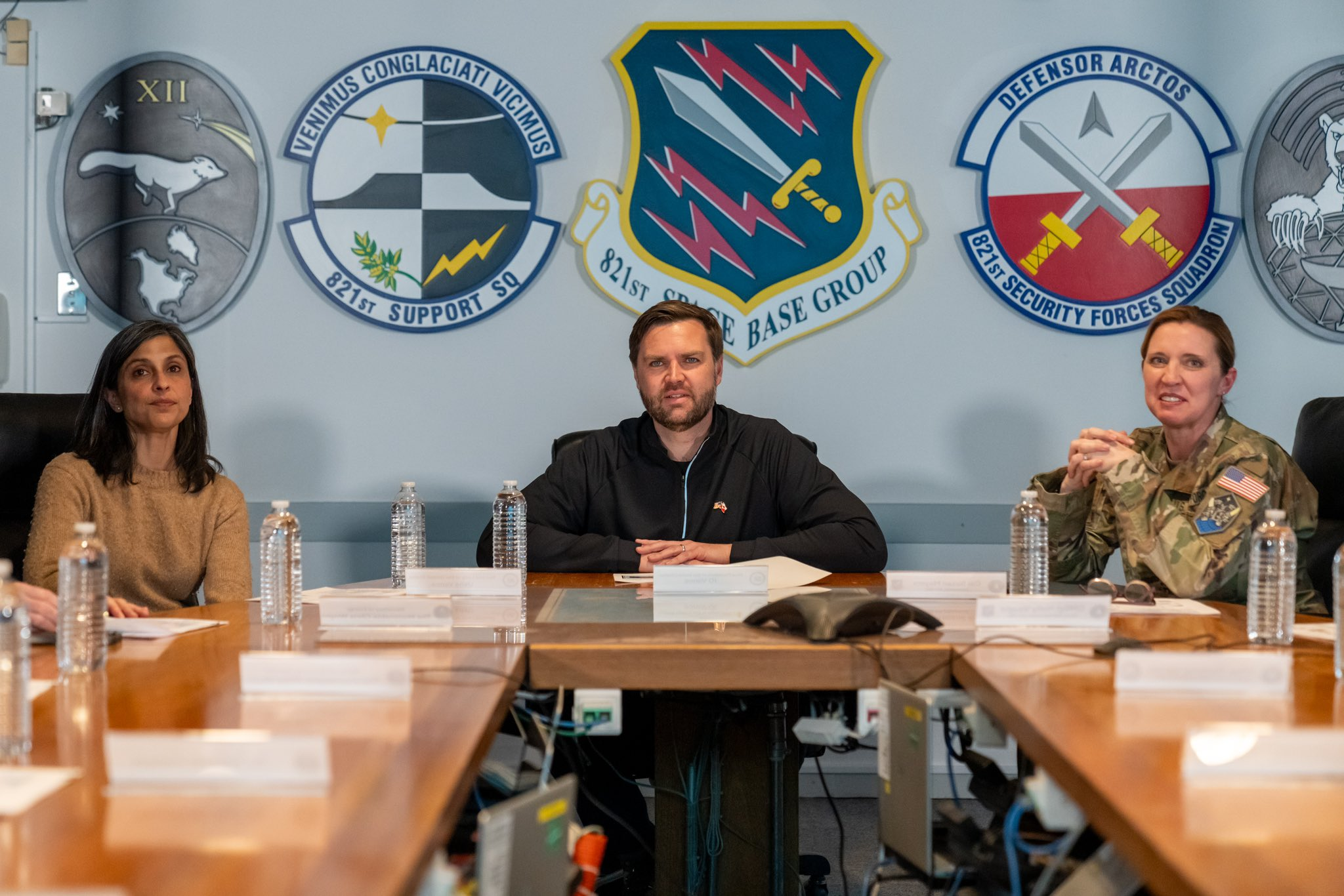
J.D. och Usha Vance på amerikansk militärbas på Grönland.

I april 2025 reste USA:s vicepresident J.D. Vance och hans fru Usha Vance till Grönland som en del av en amerikansk delegation. Resan var ursprungligen planerad att inkludera kulturella aktiviteter, såsom ett besök vid ett traditionellt hundslädelopp, men efter kritik från Grönlands ledare skalades programmet ner till ett kort besök på Thule Air Base, en amerikansk militärbas på ön. Grönlands premiärminister Múte Bourup Egede kallade besöket "ett aggressivt försök att påverka vår suveränitet", medan Trump administrationen hävdade att det var ett uttryck för vänskap och samarbete.
Både Grönlands och Danmarks regeringar har motsatt sig Trumps planer. Grönlands ledare har kallat hans uttalanden och delegationernas besök för "en oacceptabel inblandning" och en kränkning av deras rätt till självbestämmande. Danmarks statsminister Mette Frederiksen har betonat att "Grönland inte är till salu och kommer aldrig att vara det", och framhållit vikten av respekt för Grönlands folk. Opinionsundersökningar visar att en överväldigande majoritet av grönlänningarna föredrar självständighet från Danmark framför att bli en del av USA.

### Panama

#### Historia och Trumps avsikt
Donald Trump har krävt att Panama ska återlämna kontrollen över Panamakanalen till USA, med motiveringen att landet tar ut vad han kallar "överdrivna avgifter" för amerikanska fartyg som passerar kanalen. Trump har också hävdat att Kina har ett betydande inflytande över kanalen, vilket han ser som ett hot mot amerikanska intressen. Om USA skulle återta kontrollen över Panamakanalen skulle det vara första gången sedan USA:s invasion av Panama 1989 som USA kontrollerar panamanskt territorium.
Panamakanalen, som förbinder Atlanten och Stilla havet, byggdes av USA och invigdes 1914. Fram till 1999 kontrollerades kanalen av USA, men enligt Torrijos–Carter-avtalet från 1977 överlämnades den till Panama den 31 december 1999. Kanalen är en av världens mest strategiska sjöfartsleder och hanterar en betydande del av den globala handeln.
Trump har inte specificerat exakt hur han planerar att återta kontrollen över kanalen, men han har inte uteslutit militära alternativ. Panamanska medier har uttryckt oro över att USA skulle kunna överväga en militär intervention, liknande den 1989, även om detta anses osannolikt.

#### Diplomatiska reaktioner

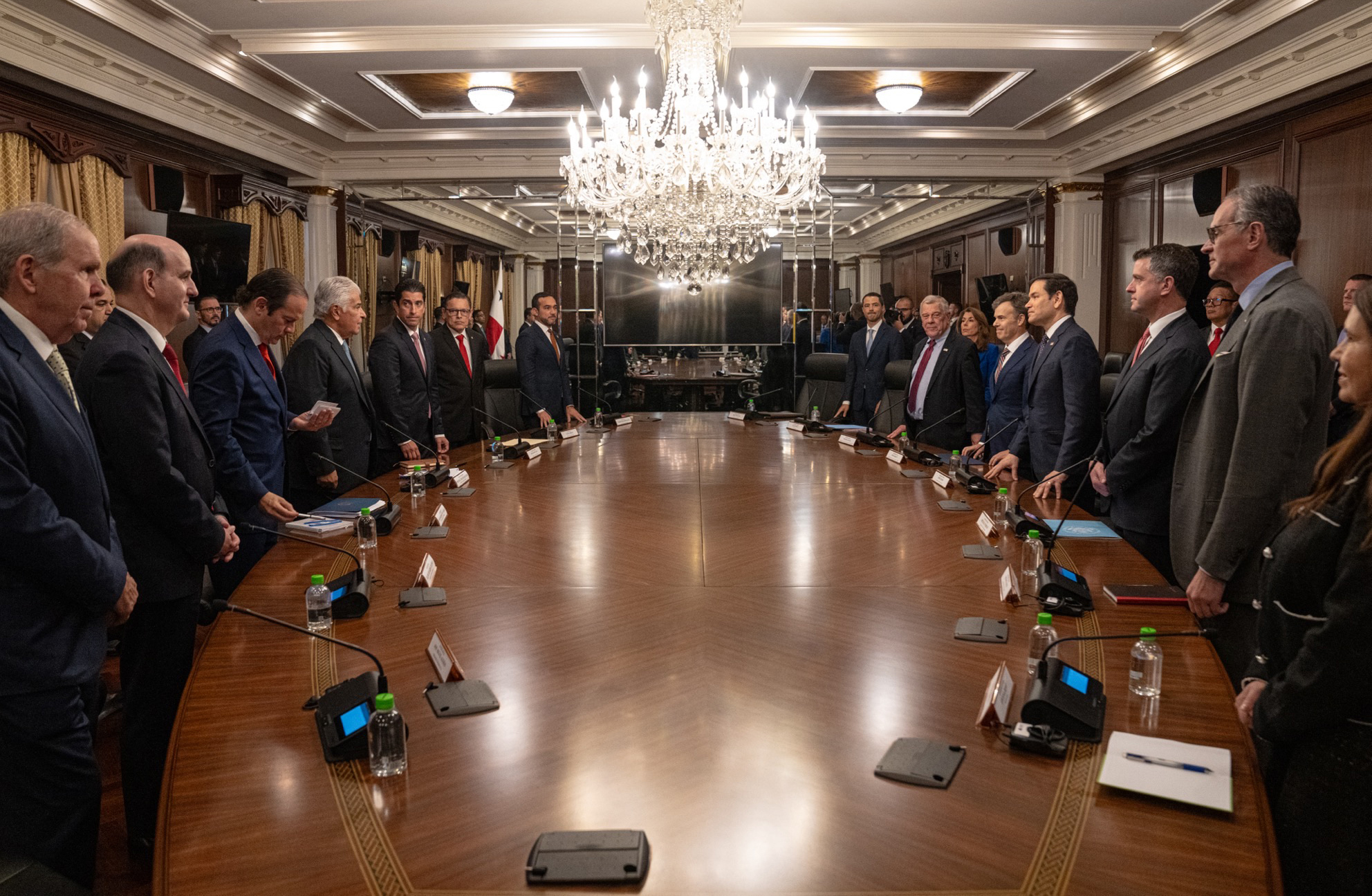
USA och Panama förhandlar om Panamakanalen, februari 2025.

I februari 2025 besökte Marco Rubio Panama som sitt första utlandsbesök som utrikesminister. Besöket kom kort efter Trumps uttalanden och fokuserade på att diskutera Panamakanalen och Kinas roll i regionen. Rubio träffade Panamas president José Raúl Mulino under hans besök.
Mulino har avvisat Trumps krav och understrukit att kanalen är en del av Panamas nationella suveränitet. Den 20 januari 2025 deklarerade han: "Kanalen är och kommer att fortsätta att vara Panamas," och avfärdade alla förslag om att överlämna kontrollen.
Kina har också reagerat på situationen. Kinas FN-ambassadör Fu Cong kallade situationen för "beklagligt" och förnekade att landet har direkt kontroll över kanalen.